# 克布拉達德奧羅 (索納區)
克布拉達德奧羅（西班牙語：Quebrada de Oro），是巴拿馬的城鎮，位於該國中西部，由貝拉瓜斯省的索納區負責管轄，面積60.8平方公里，海拔高度252米，2010年人口955，人口密度每平方公里15.7人。